# Parmelia lindsayana
Parmelia lindsayana är en lavart som beskrevs av Øvstedal & Elix. Parmelia lindsayana ingår i släktet Parmelia och familjen Parmeliaceae.   Inga underarter finns listade i Catalogue of Life.